# Cophura stylosa
Cophura stylosa là một loài ruồi trong họ Asilidae. Cophura stylosa được Curran miêu tả năm 1931. Loài này phân bố ở vùng Tân Bắc giới.